# Кара-Кечит
Кара-Кечит (кирг. Кара-Кечит) — село в Ноокатском районе Ошской области Кыргызстана. Входит в состав айылного аймака Теелес.

## География
Село расположено в западной части области, на расстоянии приблизительно 30 километров (по прямой) к западо-северо-западу от города Ноокат, административного центра района. Площадь села — 75 га.

## История
Населённый пункт получил статус села согласно Закону Кыргызской Республики от 10 апреля 2023 года «Об отнесении некоторых населённых пунктов Баткенской, Джалал-Абадской, Ошской и Иссык-Кульской областей Кыргызской Республики к категории айыла (села)».

## Инфраструктура
В селе имеются: 130 хозяйств, школа, детский сад, фельдшерско-акушерский пункт, мечеть и 2 предприятия бытового обслуживания.